# Max Martini
Maximilian Carlo Martini (ur. 11 grudnia 1969 w Woodstock) – amerykański aktor filmowy, teatralny i telewizyjny, reżyser, scenarzysta i producent filmowy. Obywatel Stanów Zjednoczonych, Kanady i Włoch.

## Życiorys
Urodził się w Woodstock, w stanie Nowy Jork jako syn Patricii (z domu Dunne), prywatnej detektyw i oficera ds. zwolnień warunkowych, i Raffaelle’a Martiniego Pandozy, urodzonego w Rzymie rzeźbiarza i reformatora. Wychowywał się z bratem Christopherem i siostrą Michelle. Jego ojczym, Stuart Margolin, był reżyserem i aktorem. Gdy był dzieckiem, jego rodzina często się przemieszczała. Uczęszczał do Santa Monica High School, St. Michaels University School w Victorii (1981–1982), w Kanadzie. Studiował aktorstwo w Neighborhood Playhouse School of the Theatre i Michael Howard Studios. Zapisał się do School of Visual Arts na Manhattanie i uzyskał dyplom z rzeźby i malarstwa.
Po studiach zaczął pracować nad filmami i projektami telewizyjnymi, a także w teatrze. Jedną z pierwszych ważnych ról był kapral Fred Henderson w filmie Szeregowiec Ryan (Saving Private Ryan, 1998) z Tomem Hanksem i Mattem Damonem. Współzałożył Theatre North Collaborative w Nowym Jorku (zespół teatralny aktorów amerykańskich i kanadyjskich, którzy zajmują się wyłącznie produkcją nowych dzieł z Ameryki i Kanady). Napisał scenariusz do filmu Desert Son (1999), który reżyserował ze swoim młodszym bratem Christopherem Martini, a jego siostra Michelle Martini wykonała projekty kostiumów do tego filmu.
W 1997 ożenił się z Kim Restell, z którą ma dwoje dzieci.

## Filmografia

### Filmy fabularne
- 1997: Kontakt (Contact) jako Willie
- 1998: Szeregowiec Ryan (Saving Private Ryan) jako Kapral Fred Henderson
- 2002: VI Batalion (The Great Raid) jako sierż. Sid „Top” Wojo
- 2008: Prawo pięści (Street Warrior) jako sierż. Jack Campbell
- 2008: Mistrz (Redbelt) jako Joe Collins
- 2013: Pacific Rim jako Hercules „Herc” Hansen
- 2013: Kapitan Phillips (Captain Phillips) jako SEAL Komandor
- 2016: 13 godzin: Tajna misja w Benghazi jako Oz
- 2020: After: We Collided jako Christian Vance

### Seriale telewizyjne
- 1986: Disneyland jako Student Council Pres
- 1996: Strażnik Teksasu (Walker, Texas Ranger)
- 1997: Nash Bridges jako Larry Fortina
- 1999–2000: Ryzykowna gra (Harsh Realm) jako Waters
- 2000: Portret zabójcy (Profiler) jako Todd Baxter
- 2000: Po tamtej stronie jako Curtis Sandoval
- 2004: Bez śladu (Without a Trace) jako Nathan Grady / Henry
- 2006–2009: Jednostka (The Unit) jako Mack Gerhardt
- 2000: Kameleon (The Pretender) jako Todd Baxter
- 2001: Mysterious Ways jako Sean Kasper
- 2001: Poziom 9 (Level 9) jako Jack Wiley
- 2002: Wybrańcy obcych (Taken) jako pułkownik Breck
- 2003: CSI: Kryminalne zagadki Las Vegas (CSI: Crime Scene Investigation) jako Jason Kent
- 2003: Babski oddział (The Division) jako Ryan Hollenbeck
- 2003: 24 godziny (24) jako Steve Goodrich
- 2003: CSI: Kryminalne zagadki Miami (CSI: Miami) jako Bob Keaton
- 2005: Wzór (Numb3rs) jako Billy Cooper
- 2005: CSI: Kryminalne zagadki Miami (CSI: Miami) jako Bob Keaton
- 2008: Tożsamość szpiega (Burn Notice) jako Gerard
- 2010: Białe kołnierzyki (White Collar) jako Dark Blue
- 2010: Gra pozorów (Dark Blue) jako Tim Rowe
- 2010: Hawaii Five-0 jako Nick Taylor
- 2010: Magia kłamstwa (Lie to me) jako dr Burns / Dave Ellstrom / Dave Atherton
- 2011: Zabójcze umysły (Criminal Minds) jako Luke Dolan
- 2011: Partnerki (Rizzoli & Isles) jako Dan Mateo
- 2011: Punkt krytyczny (Flashpoint) jako Bill Greeley
- 2011: Castle jako Hal Lockwood
- 2011: CSI: Kryminalne zagadki Las Vegas (CSI: Crime Scene Investigation) jako Jarrod Malone
- 2011–2012: Zemsta (Revenge) jako Frank Stevens
- 2012: Mentalista (The Mentalist) jako Fletcher Moss
- 2013: Impersonalni (Person of Interest) jako RIP
- 2014: Stan kryzysowy (Crisis) jako Koz